# Nour El Sherbini
Nour El Sherbini, née le 1er novembre 1995 à Alexandrie, est une joueuse de squash représentant l'Égypte. Elle atteint, en mai 2016, la première place mondiale sur le circuit international après sa victoire aux championnats du monde de squash 2015 en Malaisie. À cette occasion, elle devient la plus jeune championne du monde de l'histoire.
huit reprises le championnat du monde égalant le record de Nicol David.

## Palmarès

### Titres
- Championnats du monde : 8 titres (2015, 2016, 2018-2019, 2019-2020, 2020-2021, 2021-2022, 2022-2023, 2024-2025)
- Open d'Égypte : 2 titres (2020, 2024)
- Paris Squash 2024
- Qatar Classic : 2024
- Tournament of Champions : 5 titres (2016, 2018, 2019, 2023, 2024)
- Windy City Open : 2 titres (2020, 2024)
- US Open : 2023
- Paris Squash féminin 2023
- World Series Finals : 2022
- El Gouna International : 2021
- Black Ball Squash Open : 2021
- British Open : 4 titres (2016, 2018, 2021, 2023)
- Saudi PSA Women’s Squash Masters 2018
- Hong Kong Open : 2017
- Grasshopper Cup : 2 titres (2022, 2023)
- Squash on Fire Open 2022
- Squash Open Black Ball féminin 2021
- Open de Chine: 2017
- Carol Weymuller Open : 3 titres (2015,2016,2017)
- Open du Texas : 2014
- Heliopolis Open : 2010
- Championnats du monde par équipes : 4 titres (2012, 2016, 2018, 2022)
- Championnats du monde junior : 3 titres (2009, 2012, 2013)

### Finales
- Championnats du monde : 3 finales (2013, 2017, 2023-2024)
- British Open : 2 finales (2013, 2025)
- Qatar Classic : 2 finales (2015, 2023)
- Hong Kong Open : 2 finales (2022, 2024)
- Black Ball Squash Open : 2022
- Open d'Égypte : 2021
- Tournament of Champions : 2020
- El Gouna International : 2 finales (2018, 2024)
- US Open : 4 finales (2016[3], 2018, 2022, 2024)
- SmartCentres Kinetic Florida Open 2024
- DPD Open : 2019
- Black Ball Squash Open : 2019
- Al-Ahram International : 2016
- Windy City Open : 2 finales (2016, 2017)
- Championnats du monde par équipes : 2014
- Championnats du monde junior : 2011